# Mischbruch

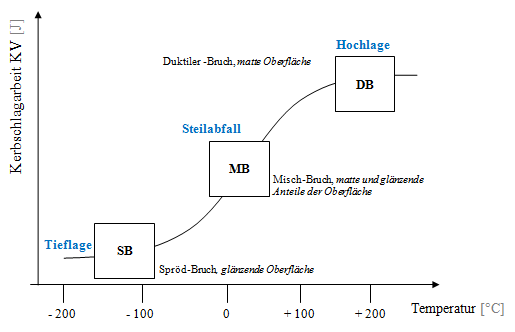
Mischbruch im Steilabfall des Kerbschlagbiegeversuchs nach Charpy

Bei einem Mischbruch liegen Gleit- und Spaltbruch nebeneinander vor.
Üblicherweise kommen Mischbrüche nur bei Stählen mit einer kubisch-raumzentrierten Gitterstruktur und geringer Festigkeit vor, d. h. bei ferritischen Stählen.

## Bruchaussehen

### Makroskopisch

Bruchfläche eines Mischbruchs unter dem Stereomikroskop nach Durchführung des Kerbschlagbiegeversuchs nach Charpy

Liegt ein Mischbruch vor, so erscheinen in der Bruchfläche die Anteile
- des Gleitbruchs: matt
- des Spaltbruchs: kristallin (glänzend).[2][3]

Sie sind mit bloßem Auge unterscheidbar.
In Abbildung rechts wird ein Mischbruch unter dem Stereomikroskop betrachtet. Der größte Flächenanteil der Probe erscheint matt, er ist duktil gebrochen, weist auf einen Gleitbruch hin und liegt unter der Probenoberfläche; der glänzende Bereich in der Mitte erscheint kristallin, er ist spröde gebrochen und weist auf einen Spaltbruch hin.
Die folgende Abbildung erläutert, wie die Anteile der beiden Brucharten an der gesamten Bruchfläche bestimmt werden können.
|  | Das Produkt von A und B (jew. auf 0,5 mm genau gemessen) ergibt die Spaltbruchfläche. Bezieht man diese auf die gesamte Bruchfläche, so ergibt sich der Anteil der Spaltbruchfläche. Durch Ergänzung zu 100 % ergibt sich der Gleitbruchanteil. Siehe auch Tabelle C.1 aus der Norm DIN EN ISO 1481 (Kerbschlagbiegeversuch nach Charpy) |
|  | --- |

### Mikroskopisch
|  |  |  |

- Gleitbruch: wabenartige Oberfläche entstanden durch Verformung
- Spaltbruch: Oberfläche entstanden durch Aufspalten der Körner entlang von Spaltebenen.

## Prüfverfahren
Nur ferritische Stähle weisen einen temperaturabhängigen Übergang zwischen und Spaltbruch und Gleitbruch auf, auch Steilabfall genannt.
Bei der Prüfung dieser Werkstoffe ist es Ziel, den Temperaturbereich zu ermitteln, in dem dieser Übergang erfolgt. Dazu wird ein Kerbschlagbiegeversuch nach Charpy durchgeführt, welcher in der DIN EN ISO 1481 festgelegt ist.
Je nachdem welcher Stahl vorliegt, kann dieser unterschiedliche Kerbschlagarbeit verrichten bzw. Energie aufnehmen. Dies ist schematisch in den Abbildungen des folgenden Abschnitts zu erkennen.

## Einflussfaktoren
|  |  |